# Cratere Jörn
Jörn  è un cratere sulla superficie di Marte.